# 親恩情未了
《親恩情未了》（英語：Journey of Love）是香港電視廣播有限公司的時裝電視劇，全劇共20集，監製徐正康。主要演員有李影、魏駿傑、鄭秀文、曹永廉、鍾漢良、簡佩筠、蘇玉華、張國強等。主題曲及插曲均由江港生作曲，李敏填詞，鄭秀文主唱。

## 故事大綱
婦人何亞春因捲入一宗命案而被判囚二十年。當刑滿出獄時，她五個子女，長子成、二女慧、三子強、四子俊、五女美已長大成人，並各有迂迴曲折的遭遇。春滿以為可與子女重享天倫之樂，怎料，他們因長久別離，彼此生疏，更與春隔膜重重。春雖給他們狠狠的刺痛了心，但她不但不嫌子女過錯，反而以無比的愛心令他們親情回歸，表現母愛之偉大，光芒照耀人間！

## 演員表

### 主要演員
- 李　影 飾 何亞春
- 魏駿傑 飾 張家成（何亞春之長子）
- 蘇玉華 飾 阮淑娟（張家成之妻）
- 鄭秀文 飾 張家慧（後改名張海倫；何亞春之二女）
- 張國強 飾 鄧祖蔭（張家慧之男友，後丈夫）
- 鍾漢良 飾 張家強（何亞春之三子；智障人士）
- 曹永廉 飾 張家俊（何亞春之四子）
- 簡佩筠 飾 張家美（何亞春之五女）

### 其他演員
- 劉　江 飾 馮　光
- 黃成想 飾 麻雀館客人
- 黃天鐸 飾 麻雀館客人
- 文潔雲 飾 菲律賓囚犯
- 鄧汝超 飾 麻雀館巡場
- 盧宛茵 飾 李寶瓊（何亞春好友；李小麗之母）
- 顏建國 飾 張家成（童年）
- 胡耀鋒 飾 張家俊（童年）
- 李　俊 飾 張家慧（童年）
- 麥皓為 飾 酒樓經理
- 韓馬利 飾 蘇　絲
- 李龍基 飾 阿　標
- 黎秀英 飾 英　姐
- 鮑　方 飾 黃建中（張家俊之養父）
- 梁舜燕 飾 徐婉華（張家俊之養母）
- 廖麗麗 飾 小學校長
- 陸應康 飾 堂　叔
- 張俊華 飾 標伙記
- 陳狄克 飾 阿　勝
- 蕭山仁 飾 菲律賓酒店老板
- 陳淦豪 飾 張小龍
- 薛純基 飾 街市佬/賭仔甲
- 伍文生 飾 伙記雞/阿　昌
- 羅　維 飾 伙記昌
- 郭卓樺 飾 小　妖
- 吳文偉 飾 瀟　洒
- 劉美珊 飾 Fanny
- 何潔珊 飾 李小麗
- 譚淑梅 飾 Lu Lu
- 何美好 飾 珠　女
- 簡俊然 飾 大　雄
- 陳燕航 飾 護　士
- 蘇恩磁 飾 Mimi Ma
- 駱應鈞 飾 高威廉
- 沈寶思 飾 Patrick
- 張宏偉 飾 Ben
- 林家棟 飾 Wilson
- 楓 飾 院　長/孤兒院院長
- 劉桂芳 飾 女院長
- 黃建峰 飾 社　工
- 林嘉麗 飾 社　工
- 湯俊明 飾 弱智職員/快餐店職員
- 尹健榮 飾 Peter
- 游　飇 飾 大哥聲
- 何穗瑩 飾 售貨員/慧朋友
- 林劍峰 飾 俊友甲
- 蔡子健 飾 俊友乙
- 黃振寧 飾 俊友丙
- 鄭英龍 飾 俊友丁
- 曾令茵 飾 俊女友甲
- 蕭玉燕 飾 俊女友乙/慧朋友
- 譚一清 飾 法　官
- 曹　濟 飾 老　板/快餐店老板
- 黃文標 飾 飛仔甲
- 戴耀明 飾 飛仔乙
- 朱偉達 飾 飛仔丙
- 談佩珊 飾 Margaret
- 飾 阿　B
- 王翠玉 飾 女病人
- 虞天偉 飾 Johnson
- 陳曉芸 飾 慧朋友
- 陸麗燕 飾 慧朋友
- 劉煒全 飾 祖朋友
- 張漢斌 飾 祖朋友
- 何璧堅 飾 祖　父
- 馮瑞珍 飾 祖　母
- 呂劍光 飾 看　更
- 王維德 飾 打手甲
- 陳軍浩 飾 打手乙
- 古瑞坤 飾 打手丙
- 陳勉良 飾 大飛明
- 黃煒林 飾 CID甲
- 何金寧 飾 CID乙
- 方　傑 飾 譚先生
- 麥嘉倫 飾 Patrick醫生
- 郭德信 飾 李石柱
- 陳中堅 飾 法　官
- 劉煒瑩 飾 賓　客
- 蕭玉燕 飾 賓　客
- 尹健榮 飾 俊朋友
- 蔡子健 飾 俊朋友
- 何穗瑩 飾 賓　客
- 陳曉芸 飾 賓　客

## 軼事
此劇拍畢後只以海外發行的方式播出並淪為倉底劇。一年後，此劇在午間非黃金時段首播，
此劇更在當時創下該時段的高收視佳績。